# Saint-Jean-de-Lier
Saint-Jean-de-Lier é uma comuna francesa na região administrativa da Nova Aquitânia, no departamento Landes. Estende-se por uma área de 8,13 km². Em 2010 a comuna tinha 422 habitantes (densidade: 51,9 hab./km²).